# Подростки мутанты ниндзя черепашки. Империя Утромов
«Подростки мутанты ниндзя черепашки. Империя Утромов» (англ. Teenage Mutant Ninja Turtles: Utrom Empire) — ограниченная серия комиксов, состоящая из 3 выпусков, которую в 2014 году издавала компания IDW Publishing.

## Синопсис
Действие происходит на Технодроме. Пока Крэнг разрабатывает план по уничтожению Земли, Бакстер Стокман намеревается использовать робота Фуджитоида в своих коварных целях.

### Выпуски
| № | Дата выхода     | Оценка на Comic Book Roundup   | Предполагаемый объём продаж (первый месяц) |
| - | --------------- | ------------------------------ | ------------------------------------------ |
| 1 | 22 января 2014  | 7,6 из 10 на основе 8 рецензий | 11 084, позиция в Северной Америке — 172   |
| 2 | 26 февраля 2014 | 8,6 из 10 на основе 5 рецензий | 9 542, позиция в Северной Америке — 185    |
| 3 | 19 марта 2014   | 8,1 из 10 на основе 7 рецензий | 9 035, позиция в Северной Америке — 200    |

### Сборники
| Название                                   | Тип            | Дата выхода    | Собранный материал                              | Кол-во страниц | ISBN                       | Предполагаемый объём продаж (первый месяц) |
| ------------------------------------------ | -------------- | -------------- | ----------------------------------------------- | -------------- | -------------------------- | ------------------------------------------ |
| Teenage Mutant Ninja Turtles: Utrom Empire | Мягкая обложка | 5 августа 2014 | Teenage Mutant Ninja Turtles: Utrom Empire #1-3 | 104            | 978-1631400247, 163140024X | 1 099, позиция в Северной Америке — 124    |

## Отзывы
На сайте Comic Book Roundup серия имеет оценку 8,1 из 10 на основе 20 рецензий. Рецензент из Comic Vine дал дебюту 4 звезды из 5 и отметил, что «рисунки Куна немного неоднозначны, но, поскольку Черепахи не заняли слишком много страниц, хорошее определённо перевешивает плохое». Второй и третий выпуски получили такое же количество звёзд на том же сайте. Ник Нафплиотис из AIPT, рецензируя дебют, написал, что «сюжет и рисовка просто фантастические». Вторым и последним выпусками он также остался в целом доволен.